# 크리스천 나바로
크리스천 리 나바로(영어: Christian Lee Navarro, 1991년 8월 21일 ~ )는 미국의 남자 배우이다. 드라마 《루머의 루머의 루머》에서 토니 패딜라 역으로 잘 알려져 있다.

## 출연 작품
- 프레이 포 더 데블 - 단테 신부 역